# Marcel Gustav Baumann-Bodenheim

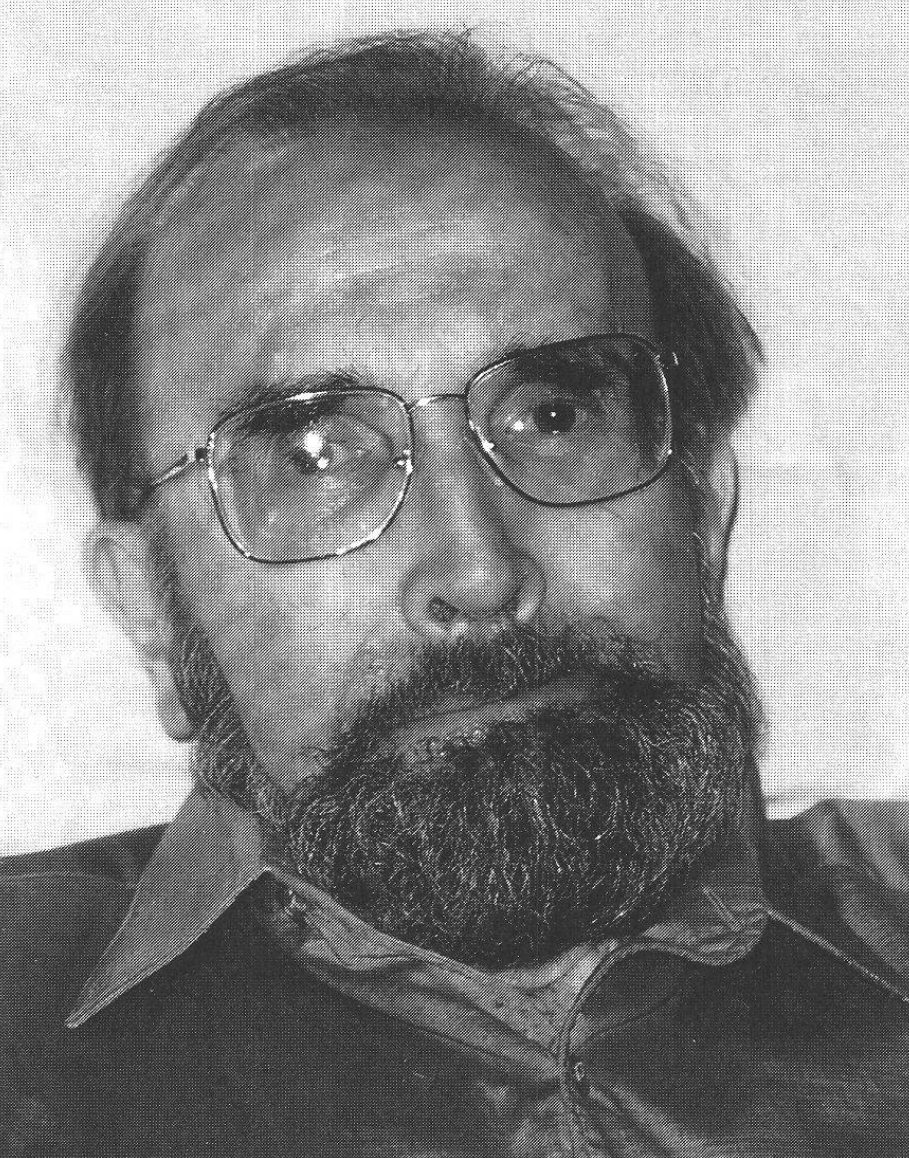

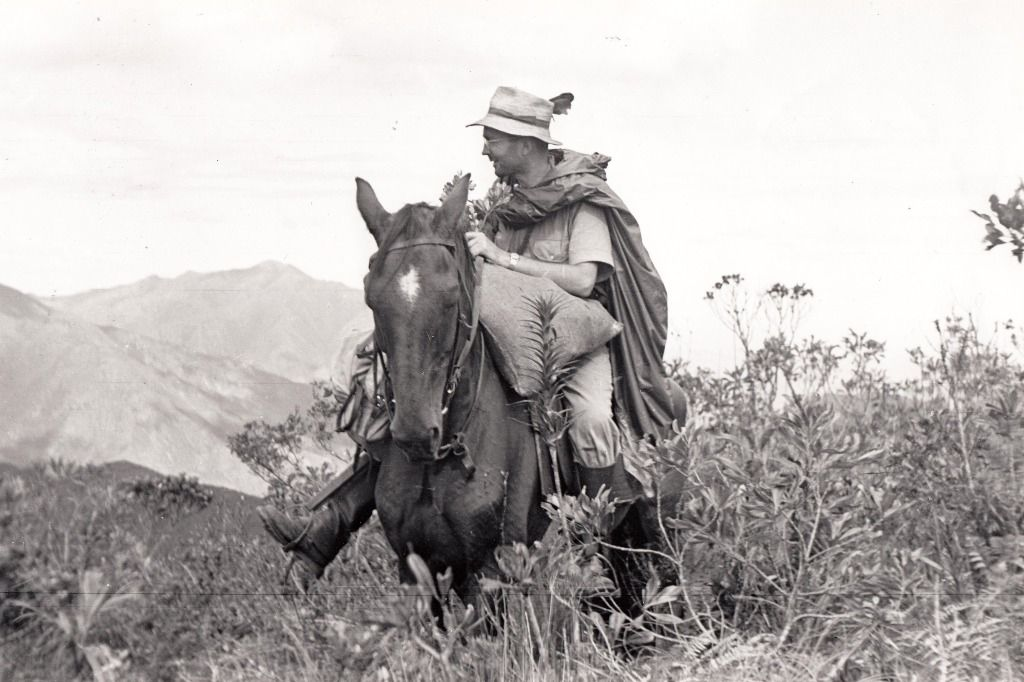
Marcel Gustav Baumann-Bodenheim, Mt. Dzumac, 1951

Marcel Gustav Baumann-Bodenheim (* 1920 in Baden AG; † 18. Februar 1996 in Herrliberg) war ein Schweizer Botaniker. Sein botanisches Autorenkürzel lautet „Baum.-Bod.“.

## Leben
Baumann-Bodenheim wurde 1920 in Baden im Kanton Aargau geboren. Nach dem Besuch der Primar- und Bezirksschule sowie des kantonalen Lehrerseminars begann er ein Biologiestudium mit dem Schwerpunkt Botanik an der Universität Zürich, das er mit einem Diplom für das höhere Lehramt und einem Doktorat abschloss. Das Thema seiner Dissertation, „Myodocarpus und die Phylogenie der Umbelliferen-Frucht“, wies bereits auf seine späteren Forschungsgebiete hin: die systematische Bewertung morphologischer und anatomischer Fruchtmerkmale sowie das Studium der Flora und Vegetation der südpazifischen Insel Neukaledonien, auf der die Araliaceen-Gattung Myodocarpus endemisch ist.
1950 bis 1952 verbrachte Baumann im Rahmen eines Forschungsprojekts der Universität Zürich auf Neukaledonien, das er zwei Jahre lang vorbereitet hatte. An dieser vielbeachteten Forschungsreise nahmen teilweise auch die Botaniker André Guillaumin (Paris) und Hans Hürlimann (Zürich) teil. Die unermüdliche Sammeltätigkeit auf der entlegenen Insel Neukaledonien unter oft schwierigen Umständen wäre ohne die aufopfernde Mitarbeit seiner Gattin Alwine Baumann-Bodenheim, die mit ihrer Tochter Antonia Baumann und ihrer älteren Schwester Johanna Bodenheim die Anstrengungen, Risiken und Freuden der Expedition teilte, kaum möglich gewesen. Die gesammelten Pflanzenproben mussten etikettiert, getrocknet und verschifft werden. So kamen gegen 15.000 Herbarbelege (mit Duplikaten total 80'000 Exemplare) und weiteres wissenschaftliches Material zur späteren Bearbeitung in Europa zusammen.
Die Bearbeitung dieser Sammlungen in den folgenden Jahren brachte mehrere neue Arten und Gattungen für die Wissenschaft hervor. Dies fand seinen Niederschlag in einer halbjährigen Vortragsreise durch die USA sowie in zahlreichen Publikationen. Pflanzengeographisch besonders bedeutsam war die Entdeckung von fünf Arten der Südbuchengattung Nothofagus, wodurch eine Verbreitungslücke zwischen Neuseeland und Neuguinea geschlossen werden konnte. Zwei dieser Arten waren bereits im 19. Jahrhundert entdeckt, aber fälschlicherweise der Familie der Euphorbiaceae unter dem Namen Trisyngyne zugeordnet worden. Baumanns Verdienst war es, die systematische Stellung dieser Gattung richtig zu erkennen.

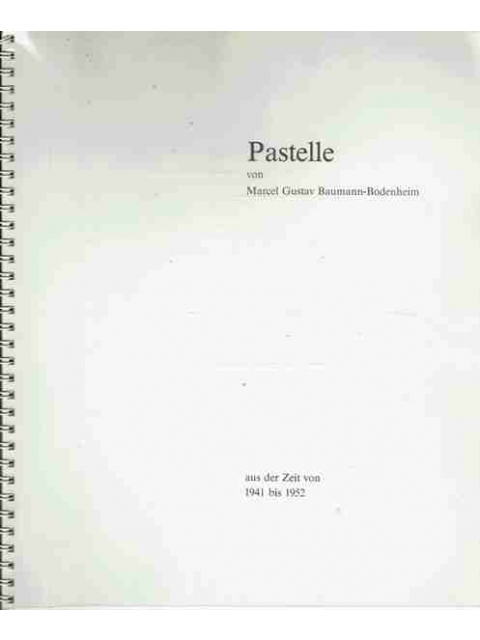
Die Pastell-Zeichnungen aus Neukaledonien (1950-1952) sind von bestechender Prägnanz.

## Botanik
Später trat Baumann eine Stelle als Mittelschullehrer für Biologie in Zürich an und widmete sich in seiner Freizeit weiterhin intensiv der neukaledonischen Pflanzenwelt. Im Jahr 1977 zwang ihn die Parkinsonsche Krankheit zur Frühpensionierung. Von da an konzentrierte er sich vollständig auf seine Studien zur Flora Neukaledoniens, die ab 1988 in das umfassende Werk „Systematik der Flora von Neu-Caledonien“ mündeten. Von den geplanten 24 Bänden dieses Werkes erschienen bis zu seinem Tod neun Teile. Diese Leistung erregte zusätzliche Bewunderung angesichts der krankheitsbedingt erschwerten Umstände.
1993 ernannte die Schweizerische Botanische Gesellschaft Baumann-Bodenheim in Anerkennung seiner Verdienste um die systematische Botanik zu ihrem Ehrenmitglied.
Obwohl Baumann-Bodenheim seine wissenschaftliche Arbeit nicht im Rahmen einer Hochschultätigkeit ausführen konnte, hinterliess er ein bedeutendes Lebenswerk mit persönlichem und anregendem Charakter.
Marcel Gustav Baumann-Bodenheim verstarb am 18. Februar 1996 in seinem Heim in Herrliberg am Zürichsee.
2023 erinnerte das Institut de Recherche pour le Développement France (IRD) in Nouméa unter dem Thema "Campagnes Botaniques au fil du temps en Nouvelle-Calédonie" an historisch bedeutsame botanische Expeditionen, zu denen die Forschungsreise 1950 bis 1952 von Marcel Baumann-Bodenheim gehörte.